# Anceya terebriformis
Anceya terebriformis es una especie de molusco gasterópodo de la familia Thiaridae en el orden de los Mesogastropoda.

## Distribución geográfica
Se encuentra en Burundi, República Democrática del Congo y Tanzania.